# 法国世界媒体集团
法国世界媒体集团是法国一家国有控股公司，其负责监督和协调法国主要国际广播或出版公共媒体组织的活动。法国世界媒体集团不仅拥有全资子公司法国国际广播电台、蒙特卡洛中东台和法兰西24小时，同时还是大众娱乐及新闻电视网电视五台国际频道的股东（占股12.5%）及合作伙伴。

## 公司历史

### 成立初期

#### 成立之际
“法国世界（France Monde）”是法国世界媒体集团雏形项目的名称，该项目计划将法国对外广播的各个国际分支机构集中到统一管理下。这其中就包括法国国际广播电台、法国24小时频道及法国政府所控股的电视五台国际频道。而涉及的股权交易包括法国国际广播电台的全部股份、电视五台国际频道的66.61%股份（剩余股份由其合作频道及一些私人投资者持有）和法国24小时频道的50%股份（剩余股份由法国电视一台持有）。
2008年2月21日，时任法国总统的尼古拉·萨科齐任命前法国24小时频道总裁阿兰·德·普齐亚克为该项目的首席执行官，同时还任命记者出身的克里斯蒂娜·奥克伦为“总代表（directrice générale déléguée）”或“副总裁”。
阿兰·德·普齐亚克的履职遭到了相关公司工会的敌意对待。而随着2008年9月17日法国24小时频道时任主管格雷瓜尔·丹尼欧的辞职及时任编辑博特兰·科克（Bertrand Coq）的被解雇，都直接加剧了普齐亚克所导致的紧张气氛。

### 脚注
1. 1 2  中文译名源自其官方中文网站。

### 出典
1. ↑  . 法国国际广播电台. 2008-02-21  [2023-10-13]. （原始内容存档于2023-06-26）.
2. ↑  . 新观察家. 2008-09-17  [2023-10-13]. （原始内容存档于2023-06-28）.